# NGC 7237
NGC 7237 este o brightest cluster galaxy⁠(d) situată în constelația Pegas. A fost descoperită în 25 august 1864 de către Albert Marth.